# Automotrici Ad 31-45
Le automotrici Ad 31 ÷ 45 sono un gruppo di automotrici diesel ordinate dalle Ferrovie del Sud Est (FSE) per il servizio sulle linee sociali.

## Storia
Le 15 automotrici di 1ª e 2ª classe e i 7 rimorchi di sola 2ª classe furono commissionati, grazie ad un finanziamento per il rinnovo dei mezzi per il periodo 1976-1980, nel 1976 alla Fiat Ferroviaria.
L'impianto di Savigliano, tuttavia, era già occupato nella consegna delle ALn668.1900 e ALn668.1000 per le Ferrovie dello Stato e affidò, su licenza di quest'ultima, la costruzione dei 22 rotabili alle Officine Meccaniche Calabresi, le automotrici permettevano di migliorare i servizi sulle linee delle Ferrovie del Sud Est, in particolare nell'area urbana di Bari. Si scelse quindi di acquisire automotrici simili a quelle delle Ferrovie dello Stato Italiane costruite nello stesso periodo.
Le prime unità furono consegnate a inizio marzo 1978, entrando in servizio il successivo 2 maggio sulla tratta Bari-Putignano; la fornitura fu completata entro il 1979. Contemporaneamente furono fornite le sette rimorchiate pilota. 
Con l'arrivo dei 27 complessi ATR 220 Pesa ATRIBO nel 2008, il gruppo di queste automotrici è stato destinato principalmente ai servizi regionali nel Salento, comunque con occasionali presenze su Bari e Taranto, per poi nel corso di giugno 2024, a seguito del cambio di orario estivo, spostarsi definitivamente tutte nella parte salentina, con utilizzo nei soli giorni feriali, in ottica della imminente dismissione prevista nel 2025 per alcune unità e nel 2026 per le restanti.
I relativi rimorchi, da sempre utilizzati nel barese, furono progressivamente accantonati, eccetto sporadici impieghi come per i treni straordinari per la "Notte della Taranta". L'ultimo rimorchio impiegato in servizio regolare nel novembre del 2009 è stato l'R 332, accantonato nel 2010 a Nardò Centrale con le altre 6 unità già accantonate a Bari Sud Est, Nardò Centrale e Zollino. Le rimorchiate accantonate a Zollino erano la R331, R335 e R336. Le prime due sono state portate via per demolizione durante l'estate del 2019, mentre la stessa sorte è toccata all'ultima nel settembre dello stesso anno.
Ad oggi su 15 automotrici costruite, 13 risultano ancora in servizio con una incendiata nel 2015, la Ad 39, e una accantonata nel 2016, la Ad 42, in seguito a uno scontro frontale con la ALn668 1940 (all'epoca noleggiata da Trenitalia) avvenuto tra Galugnano e San Donato di Lecce.

## Tecnica
Derivate dalle coeve ALn 668.1900 e 668.1000, le Ad 31 ÷ 45 differiscono rispetto alle automotrici FS per l'adozione di un diverso rubinetto del freno RA-G3, del vigilante e per il rapporto di trasmissione al ponte più corto (3,29 rispetto a 2,39) che consentiva la velocità massima di 103 km/h, adeguata alle esigenze della compagnia.
Le automotrici possono essere accoppiate a comando multiplo fino a due pezzi oppure con una rimorchiata pilota tramite le condotte pneumatiche e l'accoppiatore a 78 poli.
L'intercomunicante, a mantice, fu eliminato a partire dal 1989, in occasione delle Grandi Revisioni presso l'Avis di Castellamare di Stabia e le Officine SAMARH di Bari, in quanto poco utilizzato e scomodo per l'assemblaggio delle composizioni: di conseguenza i portelloni frontali furono soppressi.
Le automotrici dispongono di 68 posti a sedere (di cui dodici originariamente di prima classe), ora tutti di seconda classe.
Le rimorchiate semipilota, immatricolate da R331 a R337 e simili alle Ln 880 delle FS, avevano una massa a vuoto di 28 tonnellate. La cassa era strutturalmente uguale a quella delle automotrici ma disponevano di 78 posti a sedere, tutti di seconda classe grazie all'abolizione di una delle due cabine e del vano bagagliaio sostituito da un modulo di 8 posti. Su queste rimorchiate dal lato della cabina soppressa manca il faro di profondità.

### Livree

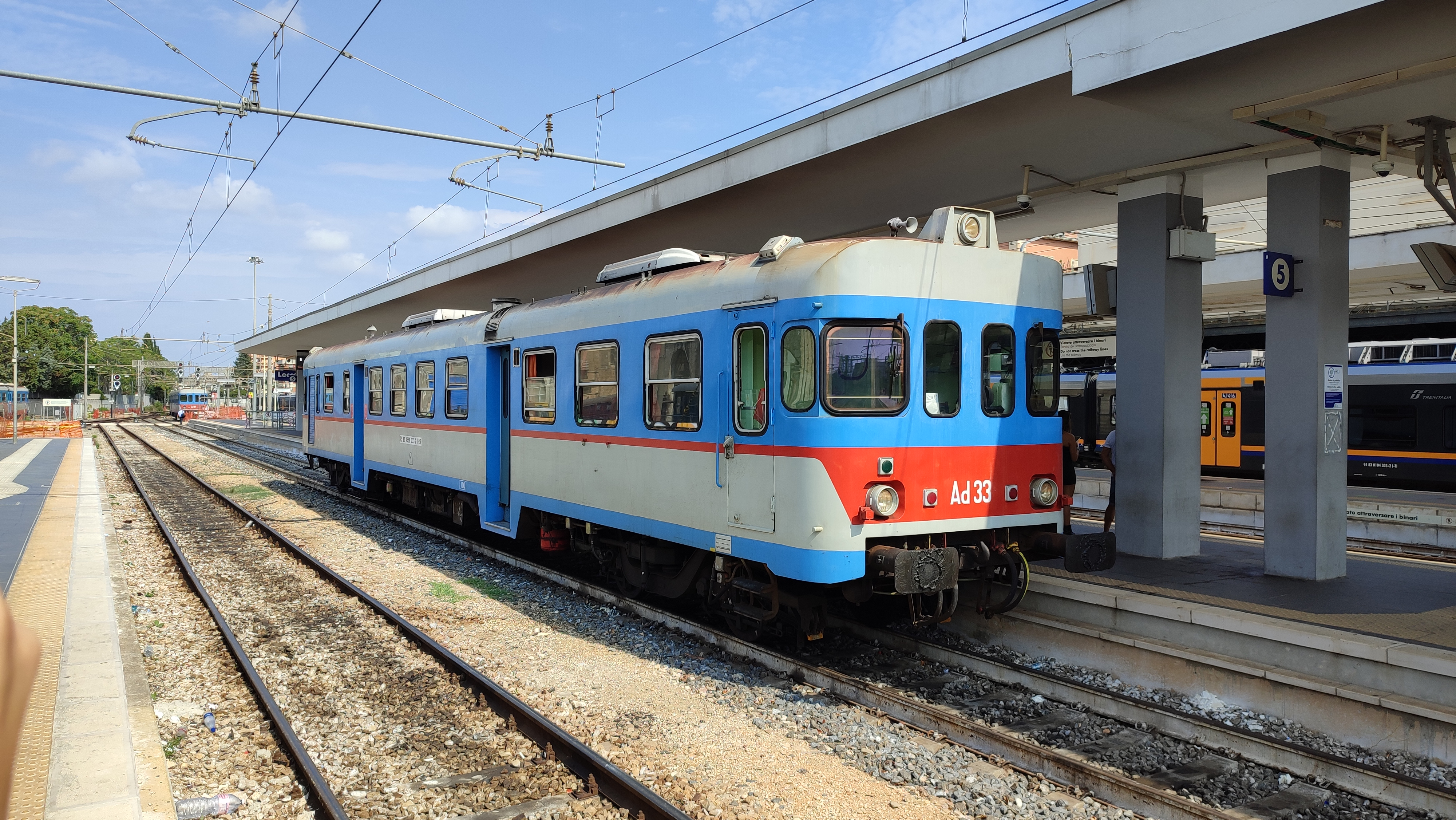
Automotrice Ad 33 a Lecce

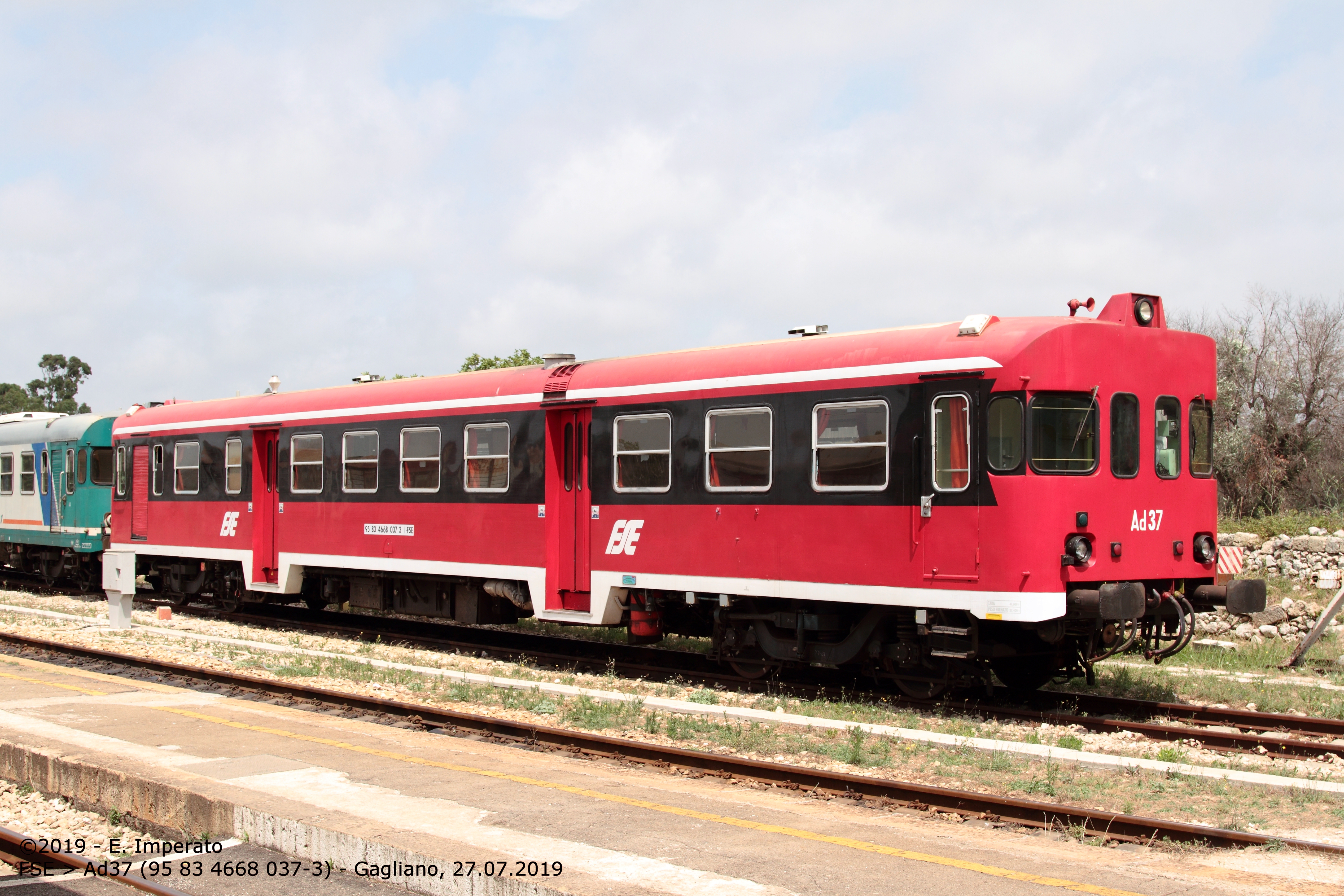
Automotrice Ad 37 in livrea rossa

Le automotrici furono fornite con una livrea simile alle "sorelle" FS: grigio azzurro per il telaio e la fascia sui finestrini e beige pergamena per la fiancata inferiore, con fascia rossa di separazione a metà altezza della cassa ed estesa sul frontale per motivi antinfortunistici.
A fine anni '80, per facilitare la verniciatura in sede di revisione, la fascia blu orientale del frontale fu rivista, mantenendo la stessa altezza di quella delle fiancate. Su tutti i rimorchi semipilota, tranne l' R 332, la variante di livrea venne applicata mantenendo però il frontale senza cabina con lo schema originale e modificando solo l'altra estremità.
Dal 2004 la verniciatura fu sostituita da una pellicolatura anti-graffito; la fascia blu cambiò tonalità passando ad un azzurro simile a quella delle Ad 81 ÷ 88. La Ad 33 fu la prima a ricevere queste pellicole nel 2004, mentre la Ad 42 è stata l'ultima nel 2010.
Nell'agosto del 2017 è stata applicata sulla Ad 37, presso le officine di Bari Sud Est, la livrea societaria rossa e bianca con fascia dei finestrini in nero, come all'epoca della consegna sugli ATR 220 Swing, sulle Carrozze a due piani Casaralta e Ad 81 ÷ 88, queste ultime due rivestite nel 2016.
Ancora adesso, insieme agli ETR 322 n. 001-2-3 e 5, questa unità riveste questa livrea.

## Assegnazione rotabili
Tutte le automotrici sono assegnate presso il Deposito Locomotive di Lecce di Ferrovie del Sud Est e in servizio presso le linee salentine dello stesso gestore, ovvero le linee 3, 4, 5, 6 e 7.